# Dreamers
"Dreamers" é uma canção gravada pelo duo inglês de hip hop Rizzle Kicks para o seu álbum de estúdio de estreia, intitulado Stereo Typical (2012), do qual foi lançado como o sexto e último single pela distribuidora fonográfica Island em meados de Agosto de 2012. Produzida e arranjada por Ant Whiting, a obra contém uma amostra de "Rainbow Chaser" (1968) da banda britânica Nirvana. Um vídeo musical realizado por Toby Lockerbie com duração de quatro minutos e 42 segundos foi publicado no YouTube nos finais de Julho de 2012. Dappy faz uma participação breve no teledisco. Um remix de "Dreamers" foi publicado pelo duo no serviço SoundCloud a 1 de Agosto de 2012. Além de ter a sua própria capa, esta nova versão apresenta ainda vocais novos de Pharoahe Monch, Hines (antigo mentor de rap de Rizzle Kicks), Professor Green, Ed Sheeran, Foreign Beggars e Chali 2na.

## Alinhamento de faixas
- CD single promocional

1. "Dreamers" (Moto Blanco radio edit) — 3:33

- Download digital[1]

1. "Dreamers" — 4:38
2. "Epic Dreamers' Remix" (com participação de Pharoahe Monch, Hines, Professor Green, Ed Sheeran, Foreign Beggars e Chali 2na) — 5:43

- Download digital — EP de remixes[2]

1. "Epic Dreamers' Remix" (com participação de Pharoahe Monch, Hines, Professor Green, Ed Sheeran, Foreign Beggars and Chali 2na) — 5:43
2. "Dreamers" (instrumental) — 4:38
3. "Dreamers" (acapella) — 4:15
4. "Dreamers" (Moto Blanco radio edit) — 3:33

## Desempenho nas tabelas musicais
| País — Tabela musical (2012)                 | Posição de pico |
| -------------------------------------------- | --------------- |
| Reino Unido — Singles Chart Top 100 (OCC)    | 105             |
| Reino Unido — R&B Singles Chart Top 40 (OCC) | 18              |